# Punto de Bancroft

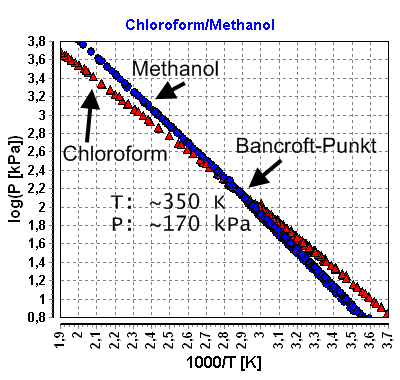
Punto de Bancroft

El punto de Bancroft es la temperatura a la que se produce un azeótropo en un sistema binario. A pesar de que el equilibrio líquido-vapor en un sistema coloidal es teóricamente imposible para sistemas binarios de acuerdo con la ley de Raoult, en la práctica los sistemas azeotrópicos reales presentan temperaturas en las que la presión de vapor de saturación de los componentes se iguala. Tal temperatura se denomina un punto de Bancroft. Aun así, no todos los sistemas binarios exhiben tal punto. Así mismo, el punto de Bancroft puede presentarse dentro de la gama de temperaturas establecida por la ecuación de Antoine.
La denominación del punto es un reconocimiento a su descubridor, el químico-físico estadounidense Dwight Wilder Bancroft.